# Honda CB 650-serie
De Honda CB 650-serie is een serie motorfietsen die Honda produceerde van 1979 tot en met 1985. De serie volgde de Honda CB 550 Four-serie op en was de laatste serie Honda-viercilinders met een enkele bovenliggende nokkenas. De tot deze serie behorende Honda CBX 650 E kreeg vanaf 1983 een dubbele bovenliggende nokkenas.

## Voorgeschiedenis
In 1971 had Honda de viercilinder Honda CB 500 Four op de markt gebracht, als opvolger van de Honda CB 450 en als kleinere versie van de Honda CB 750. Die machine leverde 50 pk en bleef tot 1977 in productie. Feitelijk had ze al in 1974 een opvolger gekregen met de Honda CB 550 Four met een iets grotere boring maar met hetzelfde vermogen.

## CB 650-serie
De Honda CB 650 werd in september 1978 gepresenteerd, tegelijk met de CB 750 K en de CB 900 F. Die laatste twee modellen hadden al een dubbele bovenliggende nokkenas en vier kleppen per cilinder, maar de CB 650 had in eerste instantie nog een enkele nokkenas en twee kleppen per cilinder. Op de Nederlandse markt was er slechts één andere 650cc-viercilinder, de Kawasaki Z 650. Die machine had wel dubbele bovenliggende nokkenassen, was vrij vlot vormgegeven en kreeg juist in 1979 een vernieuwde, gemoderniseerde uitvoering in de Z 650 SR/FX, strakker vormgegeven en voorzien van gietwielen. De Kawasaki leverde weliswaar iets meer vermogen, maar was ook zwaarder en ruim 800 gulden duurder. Verder waren er nog twee tweecilinder concurrenten: de Yamaha XS 650 paralleltwin, die vooral liefhebbers van klassieke Britse motorfietsen aansprak, en de BMW R 65, die veel duurder was en in aspirant BMW-rijders een heel ander publiek aantrok. Binnen enkele jaren reageerden echter ook Suzuki en Yamaha. Zij brachten allebei 650cc-DOHC-viercilinders met cardanaandrijving op de markt. Honda reageerde in 1982 door de sportieve custom CB 650 SC uit te brengen. In 1983 kreeg deze machine een nieuwe motor met dubbele bovenliggende nokkenas en cardanaandrijving en kwam bovendien de Honda CX 650 Turbo op de markt.

### 1979-1982, CB 650 (Z)
De CB 650 was de basisversie, die in 1979 op de markt kwam. Het leek in eerste instantie een opgeboorde CB 550 te zijn, met een enkele bovenliggende nokkenas en twee kleppen per cilinder. Toch was dat niet helemaal waar, ook de slag van de CB 650 was groter geworden. De Honda CB 650 leverde ten opzichte van de CB 550 ruim 30% meer vermogen.

Honda CB 650

#### Motor
De motor was een luchtgekoelde, dwarsgeplaatste viercilinderlijnmotor met een enkele bovenliggende nokkenas en twee kleppen per cilinder. De nokkenas werd aangedreven door een ketting tussen de middelste cilinders. De krukas was vijf maal gelagerd. De motor had een wet-sump-smeersysteem waarbij het oliefilter als een grote bult voorzien van koelribben tussen de middelste uitlaten zat. De brandstofvoorziening werd verzorgd door vier Keihin 26mm-carburateurs. De contactpuntjes en een condensator-ontsteking van de CB 550 was vervangen door een transistorontsteking. De machine had een elektrische startmotor en de kickstarter was komen te vervallen.

#### Aandrijving
Vanaf de krukas werd de meervoudige natte platenkoppeling aangedreven door een morseketting. De machine had vijf versnellingen en het achterwiel werd aangedreven door een ketting, die vrijwel geheel in de buitenlucht lag. Dat was een van de kritiekpunten die ook voor andere Honda's golden: de ketting vervuilde zelf en vervuilde ook de achtervelg en de achterband.

#### Rijwielgedeelte
Het frame was een dubbel wiegframe waar de rechter onderste framebuis deelbaar was om het motorblok uit te kunnen bouwen. Bij het balhoofd was het frame verstevigd met een extra diagonaal naar de bovenbuis. Het achterframe was aan het hoofdframe gelast. De voorvering werd verzorgd door een hydraulische gedempte telescoopvork, achter zat een swingarm met twee hydraulisch gedempte veer/demperelementen. Het voorwiel mat 19 inch, het achterwiel 17 inch. In het voorwiel zaten twee 275mm-schijfremmen, in het achterwiel een 180mm-trommelrem. De schijfremmen hadden tot en met 1981 enkele zuigers, daarna werden dubbelzuiger-remklauwen toegepast.

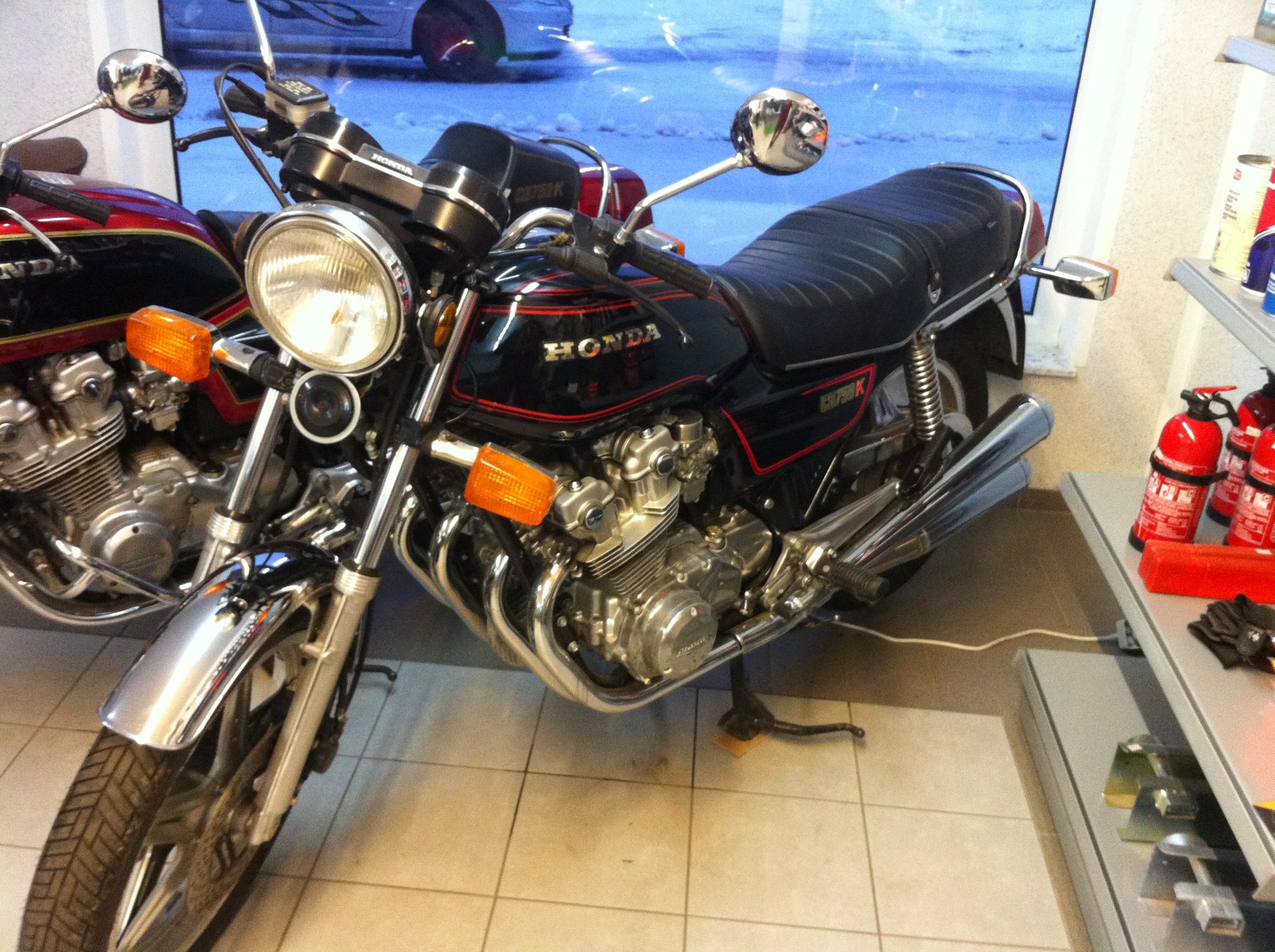
De styling verwees naar deze Honda CB 750 K

#### Styling
Het ontwerp van de CB 650 was bijna identiek aan dat van de Honda CB 750 K en vertoonde alle kenmerken van de in 1978 geïntroduceerde Eurostyling, wat hoekiger met een lijn die de tank met de zijdeksels verbond. Ook kreeg de CB 650 comstarvelgen en het zeer grote achterlicht dat de CB 750 K maar ook de CX 500 kenmerkte.

#### Concurrentievergelijking
|                         | Vermogen | Droog gewicht | pk/kg | Prijs (NL, 1981) |
| ----------------------- | -------- | ------------- | ----- | ---------------- |
| Honda CB 650            | 66,5 pk  | 198 kg        | 0,34  | ƒ 6.990,=        |
| Kawasaki Z 650          | 68,5 pk  | 211 kg        | 0,32  | ƒ 7.698,=        |
| Yamaha XJ 650           | 71 pk    | 206 kg        | 0,34  | ƒ 8.299,=        |
| Suzuki GS 650 GX Katana | 73 pk    | 218 kg        | 0,33  | ƒ 7.999,=        |

#### 1979, CB 650 '79
De CB 650 werd in 1979 geleverd in Candy Muse Red of zwart. De tankbiezen waren goudkleurig en het "650"-logo op de zijdeksels was rood met goud. De machine had een vier-in-twee-uitlaatsysteem. Een "Z"-versie was ook leverbaar in rood of blauw, met biezen in een lichtere kleur. Dit model had ook een kleine chroomrand aan de voorkant van de zijdeksels.

#### 1980, CB 650 '80
De CB 650 werd in 1980 geleverd in Candy Bourgogne Red of zwart. De benzinetank en de zijdeksels hadden een andere vorm. De tank was druppelvormig, neigend naar een customtank. Het duozadel was meer getrapt. De comstarvelgen waren vervangen door spaakvelgen. Een "Z"-versie was ook leverbaar in rood of blauw, met biezen in een lichtere kleur. Dit model had ook een kleine chroomrand aan de voorkant van de zijdeksels.

#### 1981, CB 650 '81
De CB 650 werd in 1981 geleverd in Cosmo Black Metallic en Candy Bourgogne Red. De machine had nog steeds spaakvelgen maar een instelbare luchtondersteunde telescoopvork. Het comfort voor de duopassagier werd verhoogd door schokdempende voetsteunen en er werd (eindelijk) een O-ringenketting gemonteerd. Ook kreeg de machine Constant-Vacuümcarburateurs.

#### 1982, CB 650 '82
Deze laatste versie werd geleverd in Candy Muse Red. Het "CB 650"-logo was goud met rood.

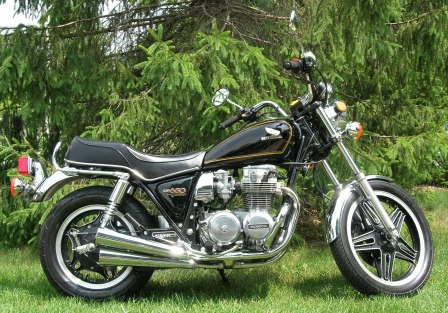
Honda CB 650 C(ustom)

### 1980-1981, CB 650 C
In 1980 verscheen de customversie van de CB 650, tegelijk met de CB 750 C en een jaar na de CX 500 C. De machine kreeg een kleine druppelvormige tank, een 16 inch achterwiel met een forse 130/90 achterband en een verder naar achter gebogen stuur. De comstarvelgen waren van een nieuw type, zwart met aluminiumkleurige randjes. Ook werd een vier-in-vier-uitlaatsysteem gemonteerd.

#### 1980, CB 650 C '80
De eerste versie van de CB 650 C werd geleverd in Zwart of Candy Muse Red. De telescoopvork had nog geen luchtondersteuning en ook geen assprong.

#### 1981, CB 650 C '81
In 1981 werd de CB 650 C geleverd in Canddy Universal Blue met Metallic Blue of Candy Muse Red met Metallic Brown. De tank en de zijdeksels waren tweekleurig, de voorvork had luchtondersteuning en assprong.

### 1982-1983, CB 650 SC (Custom, Nighthawk)
In 1982 presenteerde Honda een opvolger voor de CB 650 C, die officieel "CB 650 SC" heette, maar die in de Verenigde Staten werd verkocht als "CB 650 Nighthawk" en in Europa als "CB 650 Custom". De CB 650 SC was echter geen echte custom, maar een soort hybride met custom- en sport-kenmerken. De voorkant had veel elementen van een custom, met een hoog (hoewel verstelbaar) stuur en een lange, luchtondersteunde telescoopvork. Deze lengte werd nog eens benadrukt door de vork onder de assprong nog enkele centimeters doelloos door te laten lopen, zodat hij nog langer leek. De tank/zitcombinatie had weer alle kenmerken van een sportmotor. De plastic zijdeksels sloten op de tank aan en liepen onder het duozadel door om uit te monden in een kleine spoiler achter het zadel. Het 16 inch achterwiel met een grote achterband was weer meer "custom".

#### 1982-1983, CB 650 SC '82
De CB 650 SC werd geleverd in Candy Flair Blue en in Cosmo Black Metallic. De koplamp en de instrumenten waren rond, de tankbies, die doorliep op de zijdeksels, was chroomkleurig.

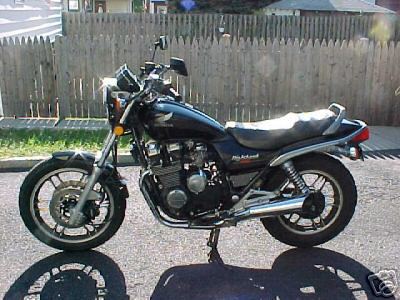
Honda CB 650 SC. De voorvork en het achterwiel zijn gebouwd als bij een custom, de tank/zitcombinatie als bij een sportmotor. Dit is de tweede versie uit 1983, met dubbele bovenliggende nokkenas en cardanaandrijving.

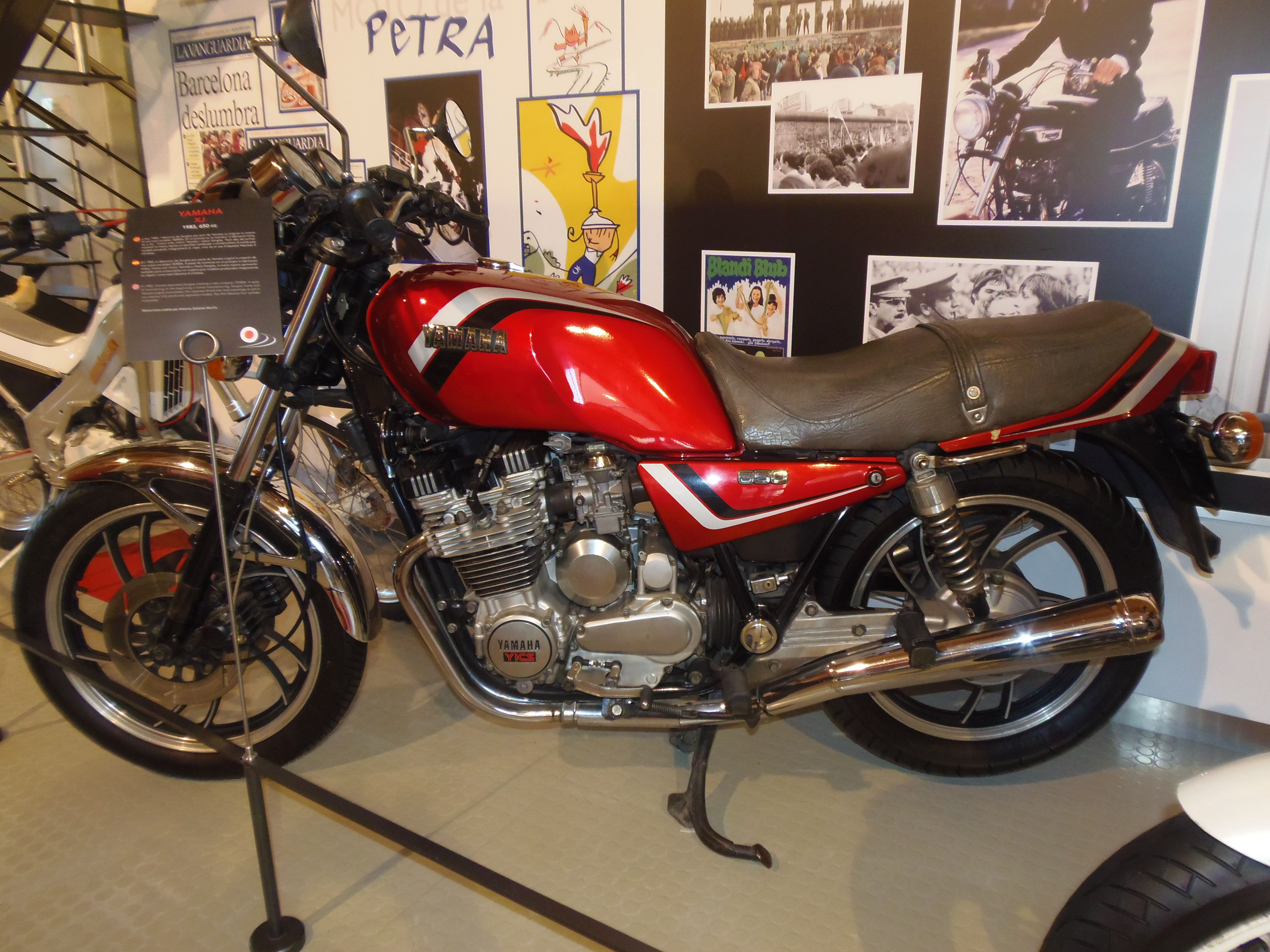
De Yamaha XJ 650 dwong Honda tot ingrijpende veranderingen.

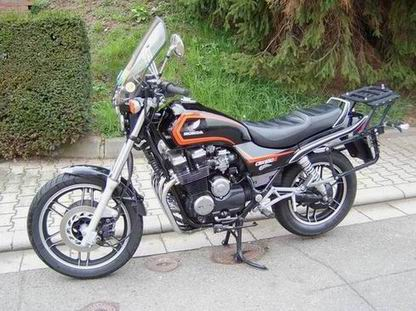
Als "CBX 650 E" werd de machine in Europa ook in zwart en wit geleverd.

### 1983-1985, CBX 650 E (CB 650 SC Nighthawk)
In 1983 opende Honda de aanval op de Yamaha XJ 650 door de CB 650 SC helemaal te herzien. Hoewel het model gelijk bleef, met uitzondering van de vier-in-twee-uitlaten, kwam er een heel nieuwe motor en cardanaandrijving. In de Verenigde Staten bleef de typenaam "CB 650 SC", maar de Europese type-aanduiding werd CBX 650 E. De "X" ging Honda gebruiken voor haar vierklepskoppen, de "E" stond voor "Euro", zoals bij de CX 500 E en de CX 650 E. In Nederland kwam de machine niet via de officiële importeur op de markt, vanwege de CX 650 E en de CX 650 Turbo. Pas in 1988, toen de productie al lang was beëindigd, ging Safe Motors de machine via de grijze markt importeren.

#### Motor
De motor was nog steeds een luchtgekoelde viercilinderlijnmotor, maar hij had nu vier kleppen per cilinder die hydraulisch bediend werden en dubbele bovenliggende nokkenassen. In navolging van de Yamaha was het blok erg smal gebouwd. De cilinders stonden dicht bij elkaar waardoor een oliekoeler nodig was. De CB 650 had nog een grote uitstulping links van de krukas waar de dynamo zat, maar die was nu net als de startmotor achter de cilinders geplaatst. De boring/slagverhouding was gewijzigd naar 60 x 58 mm, waardoor de cilinderinhoud precies 656 cc bedroeg. De compressieverhouding werd iets groter en het vermogen steeg naar 82 pk bij 10.000 tpm.

#### Aandrijving
De machine had nog steeds een meervoudige natte platenkoppeling, maar de vijfversnellingsbak werd uitgebreid met een overdrive. De belangrijkste wijziging was echter de cardanaandrijving, ook al in navolging van de Yamaha XJ 650, maar Honda had er al ervaring mee opgedaan bij de CX 500-serie.

#### Rijwielgedeelte
Het dubbel wiegframe bleef, maar de swingarm achter werd aangepast doordat de linker helft werd vervangen door het cardanashuis. De luchtondersteunde telescoopvork kreeg het TRAC-anti-duiksysteem dat oorspronkelijk was ontwikkeld voor de Honda NS 500-wegracer. De comstarvelgen waren vervangen door tienspaaks gietwielen.

#### 1983, CBX 650 E '83
De CBX 650 E kreeg een rechthoekige koplamp en rechthoekige instrumenten. De tankbies verdween en op de zijdeksels stond in de VS "Nighthawk 650" en in Europa "CBX 650 E". In 1983 werd de machine geleverd in Pearl Siren Blue en Candy Wineberry Red, maar de Europese versie werd ook in wit met rode en zwarte biezen en zwart met rode en oranje biezen geleverd.

#### 1984, CBX 650 E '84
In 1984 waren de kleuren zwart en Candy Bourgogne Red. De Europese versie werd ook in wit met rode en zwarte biezen en zwart met rode en oranje biezen geleverd.

#### 1985, CBX 650 E '85
In 1985 waren de kleuren Candy Scorpio Red en Candy Empire Blue. De Europese versie werd ook in wit met rode en zwarte biezen en zwart met rode en oranje biezen geleverd.

## Technische gegevens
| Honda                  | CB 650                                             | CB 650 C                                           | CB 650 SC                                          | CBX 650 E                                  |
| ---------------------- | -------------------------------------------------- | -------------------------------------------------- | -------------------------------------------------- | ------------------------------------------ |
| Periode                | 1979-1982                                          | 1980-1983                                          | 1982-1983                                          | 1983-1985                                  |
| Categorie              | Toermotor                                          | Custom                                             | Custom                                             | Custom                                     |
| Motortype              | OHC 2 kleppen/cilinder                             | OHC 2 kleppen/cilinder                             | OHC 2 kleppen/cilinder                             | DOHC 4 kleppen/cilinder                    |
| Bouwwijze              | Luchtgekoelde dwarsgeplaatste viercilinder         | Luchtgekoelde dwarsgeplaatste viercilinder         | Luchtgekoelde dwarsgeplaatste viercilinder         | Luchtgekoelde dwarsgeplaatste viercilinder |
| Boring                 | 59,8 mm                                            | 59,8 mm                                            | 59,8 mm                                            | 60 mm                                      |
| Slag                   | 55,8 mm                                            | 55,8 mm                                            | 55,8 mm                                            | 58 mm                                      |
| Cilinderinhoud         | 626,9 cc                                           | 626,9 cc                                           | 626,9 cc                                           | 656 cc                                     |
| Carburateur(s)         | 4 x Keihin 26 mm (vanaf 1981: 4 x Keihin 26 mm CV) | 4 x Keihin 26 mm (vanaf 1981: 4 x Keihin 26 mm CV) | 4 x Keihin 26 mm (vanaf 1981: 4 x Keihin 26 mm CV) | 4 x Keihin 29 mm CV                        |
| Smeersysteem           | Wet-sump                                           | Wet-sump                                           | Wet-sump                                           | Wet-sump                                   |
| Compressieverhouding   | 9:1                                                | 9:1                                                | 9:1                                                | 9,5 :1                                     |
| Max. Vermogen          | 63 pk bij 9.000 tpm                                | 63 pk bij 9.000 tpm                                | 63 pk bij 9.000 tpm                                | 82 pk bij 10.000 tpm                       |
| Topsnelheid            | 190 km/h                                           | Onbekend                                           | Onbekend                                           | 196 km/h                                   |
| Primaire aandrijving   | Tandwielen                                         | Tandwielen                                         | Tandwielen                                         | Tandwielen                                 |
| Koppeling              | Meervoudige natte plaat                            | Meervoudige natte plaat                            | Meervoudige natte plaat                            | Meervoudige natte plaat                    |
| Versnellingen          | 5                                                  | 5                                                  | 5                                                  | 6                                          |
| Secundaire aandrijving | Ketting                                            | Ketting                                            | Ketting                                            | Cardanas                                   |
| Rijwielgedeelte        | Dubbel wiegframe                                   | Dubbel wiegframe                                   | Dubbel wiegframe                                   | Dubbel wiegframe                           |
| Voorvork               | Telescoopvork                                      | Telescoopvork                                      | Telescoopvork                                      | Telescoopvork met TRAC-anti-duiksysteem    |
| Achtervork             | Swingarm                                           | Swingarm                                           | Swingarm                                           | Swingarm                                   |
| Remmen                 | 2 schijfremmen voor, trommelrem achter             | 1 schijfrem voor, trommelrem achter                | 2 schijfremmen voor, trommelrem achter             | 2 schijfremmen voor, trommelrem achter     |
| Tankinhoud             | 18 Liter                                           | 13,5 Liter                                         | 13,5 Liter                                         | 13,5 Liter                                 |
| Droog gewicht          | 198 kg                                             | 220 kg                                             | 205 kg                                             | 204 kg                                     |